# (17855) Geffert
(17855) Geffert (1998 KK) – planetoida z pasa głównego asteroid okrążająca Słońce w ciągu 5,45 lat w średniej odległości 3,1 j.a. Odkryta 19 maja 1998 roku.